# Zachvatkinibates conjunctus
Zachvatkinibates conjunctus är en kvalsterart som beskrevs av Shaldybina 1987. Zachvatkinibates conjunctus ingår i släktet Zachvatkinibates och familjen Punctoribatidae. Inga underarter finns listade i Catalogue of Life.